# Compsoneura claroensis
Compsoneura claroensis är en tvåhjärtbladig växtart som beskrevs av Janovec och A.K.Neill. Compsoneura claroensis ingår i släktet Compsoneura, och familjen Myristicaceae. Inga underarter finns listade i Catalogue of Life.